# Ed Saindon
Ed Saindon (* 27. November 1954) ist ein US-amerikanischer Jazzmusiker (Vibraphon, Marimba), Autor und Hochschullehrer.

## Leben und Wirken
Nach seinem Highschool-Abschluss 1972 studierte Saindon Schlagzeug am Berklee College of Music bei Alan Dawson und nach seinem Wechsel zum Vibraphon bei Gary Burton. Seit seiner Graduierung 1976 unterrichtet er in Berklee. Zu seinen Schülern gehörten u. a. Roland Neffe und Jerry Leake. Daneben spielte er auf lokaler Ebene im Raum Boston, u. a. mit Musikern wie Adam Makowicz, Warren Vaché und Dave McKenna. 1984 entstanden Aufnahmen mit der Formation Randiance, zu der auch der Cellist Eugene Friesen gehörte. Auf dem Label  World Mallet legte er in Quintettbesetzung sein Debütalbum Spectrum on Different Strokes vor, gefolgt von dem Album Swing on the Sunnyside mit Herb Pomeroy und Dick Johnson, auf dem er Swing-Standards wie On the Sunny Side of the Street, Sweet Georgia Brown oder Jimmy Van Heusens It Could Happen to You interpretiert. Als Begleitmusiker wirkte er u. a. auch bei Aufnahmen von Dick Sudhalter (1998) mit.
Des Weiteren schrieb Saindon mehrere Lehrbücher und Artikel. Er ist Herausgeber der Zeitschrift Percussive Notes, die von der International Percussive Arts Society veröffentlicht wird. Ferner schrieb er für Downbeat und Percussioner International.

## Publikationen
- Berklee Practice Method: Vibraphone (Berklee Press)
- Exploration in Rhythm, Volume 1, Rhythmic Phrasing in Improvisation (Advance Music)

## Diskographische Hinweise
- Randiance: A Song for the Earth (1984)
- Swing on the Sunnyside (Challenge, 1995) mit Herb Pomeroy, Matt Gordy, Barry Smith
- Great American Songbook (Big City Jazz, 1999) mit Warren Vaché, Ken Peplowski
- Key Play (2004) mit Kenny Werner